# Diamond Dogs (single)
Diamond Dogs is een nummer van de Britse muzikant David Bowie, uitgebracht als de tweede single van het album Diamond Dogs in 1974.
De tekst van het nummer introduceert het publiek aan Bowie's nieuwste persona en zijn omgeving; Halloween Jack dwaalt op de top van een verlaten wolkenkrabber ("Manhattan Chase" genaamd, ook bekend als de One Chase Manhattan Plaza) in een post-apocalyptisch Manhattan. Het gitaarspel is sterk beïnvloed door The Rolling Stones en markeerde een koerswijziging waarbij Bowie de glamrock langzaam verliet en zich meer concentreerde op een protopunkgeluid geïnspireerd door The Stooges.
Het nummer werd gezien als een ongebruikelijke single, gezien de lengte van bijna zes minuten, en kwam slechts tot de 21e plaats in het Verenigd Koninkrijk. In de Verenigde Staten bereikte het nummer de hitlijsten niet, maar was desondanks een centraal onderdeel van zijn Diamond Dogs Tour in het land. De B-kant was een heropname van "Holy Holy" uit de opnamesessies van The Rise and Fall of Ziggy Stardust and the Spiders from Mars uit 1971, terwijl een andere versie van dat nummer eerder dat jaar op single werd uitgebracht.

## Tracklijst
- Beide nummers geschreven door David Bowie.

1. "Rock 'n' Roll Suicide" - 5:56
2. "Holy Holy" - 2:20

## Muzikanten
- David Bowie: zang, gitaar, saxofoon
- Herbie Flowers: basgitaar
- Mike Garson: piano
- Aynsley Dunbar: drums
- Mick Ronson: gitaar op "Holy Holy"
- Trevor Bolder: basgitaar op "Holy Holy"
- Mick "Woody" Woodmansey: drums op "Holy Holy"